# 沉默同盟—耶穌裹屍布之謎
《沉默同盟─耶穌裹屍布之謎》是西班牙作家胡莉亞·納瓦羅所著的犯罪小說，於2004年出版，在西班牙國內的銷量比暢銷書達文西的密碼更好。

## 故事簡介
存放都靈裹屍布的都靈主教座堂多次被縱火，每次的行兇者都是被割了舌頭的人，藝術犯罪局的局長馬爾科認為有可疑，於是繼續追查。馬爾科一位朋友的妹妹是記者，聞風有關消息後，決意自己追查，她走訪英美等國，發現聖殿騎士團與都靈裹屍布有千絲萬縷的關係。馬爾科在國內則查探到一神秘的宗教團體多年來都希望偷走都靈裹屍布。